# Mining Football League
Mining Football League var en fotbollsliga i England, nedlagd 2011. Ligan bestod av klubbar från västra Cornwall.
Ligan hade mot slutet tre divisioner. Under de sista säsongerna låg toppdivisionen Division One på nivå 13 i det engelska ligasystemet. Ligan hade också egna cuper.
En klubb i Division One kunde flyttas upp till Cornwall Combination League.
Under ligans sista säsong fick den en del uppmärksamhet i England eftersom en match i Division One mellan Illogan RBL:s reservlag och nykomlingen Madron slutade 55–0. Madron avslutade säsongen med noll poäng på 28 matcher och en målskillnad på -395.
Ligan slogs 2011 samman med Falmouth & Helston Football League för att bilda Trelawny League.

## Mästare
–2008/09: Ingen uppgift
| Säsong  | Division One                | Division Two      | Division Three   |
| ------- | --------------------------- | ----------------- | ---------------- |
| 2009/10 | Illogan RBL:s reservlag     | Madron            | Praze-an-Beeble  |
| 2010/11 | Illogan RBL:s reservlag (2) | Carbis Bay United | Hayles fjärdelag |